# Tour de l'Ain 2021
Il Tour de l'Ain 2021, trentatreesima edizione della corsa e valevole come evento dell'UCI Europe Tour 2021 categoria 2.1, si svolse in tre tappe dal 29 al 31 luglio 2021 su un percorso di 402 km, con partenza dal Parc des Oiseaux e arrivo a Lélex Monts-Jura, in Francia. La vittoria fu appannaggio dell'australiano Michael Storer, che completò il percorso in 9h13'09", precedendo il belga Harm Vanhoucke e lo svizzero Matteo Badilatti.
Sul traguardo di Lélex Monts-Jura 104 ciclisti, su 125 partiti dal Parc des Oiseaux, portarono a termine la competizione.

## Tappe
| Tappa  | Data      | Percorso                           | km  | Vincitore di tappa | Leader cl. generale |
| ------ | --------- | ---------------------------------- | --- | ------------------ | ------------------- |
| 1ª     | 29 luglio | Parc des Oiseaux > Bourg-en-Bresse | 141 | Álvaro Hodeg       | Álvaro Hodeg        |
| 2ª     | 30 luglio | Lagnieu > Saint-Vulbas             | 136 | Georg Zimmermann   | Georg Zimmermann    |
| 3ª     | 31 luglio | Izernore > Lélex Monts-Jura        | 125 | Michael Storer     | Michael Storer      |
| Totale | Totale    | Totale                             | 402 |                    |                     |

## Squadre e corridori partecipanti
| N.      | Cod. | Squadra                  |
| ------- | ---- | ------------------------ |
| 1-6     | ACT  | AG2R Citroën Team        |
| 11-16   | COF  | Cofidis                  |
| 21-26   | GFC  | Groupama-FDJ             |
| 31-36   | DQT  | Deceuninck-Quick Step    |
| 41-46   | DSM  | Team DSM                 |
| 51-56   | IWG  | Intermarché-Wanty-Gobert |
| 61-66   | LTS  | Lotto Soudal             |
| 71-76   | TFS  | Trek-Segafredo           |
| 81-86   | BBK  | B&B Hotels               |
| 91-96   | ARK  | Team Arkéa-Samsic        |
| 101-106 | ALP  | Alpecin-Fenix            |

| N.      | Cod. | Squadra                         |
| ------- | ---- | ------------------------------- |
| 111-116 | DKO  | Delko                           |
| 121-126 | TEN  | Team TotalEnergies              |
| 131-136 | CJR  | Caja Rural-Seguros RGA          |
| 141-146 | GAZ  | Gazprom-RusVelo                 |
| 151-156 | EOK  | Eolo-Kometa Cycling Team        |
| 161-166 | AUB  | St Michel-Auber 93              |
| 171-176 | XRL  | Xelliss-Roubaix Lille Métropole |
| 181-185 | HBA  | Hagens Berman Axeon             |
| 191-196 | DEU  | Germania                        |
| 201-206 | FRA  | Francia                         |

## Dettagli delle tappe

### 1ª tappa
- 29 luglio: Parc des Oiseaux > Bourg-en-Bresse – 141 km

Risultati
| Pos. | Corridore      | Squadra    | Tempo    |
| ---- | -------------- | ---------- | -------- |
| 1    | Álvaro Hodeg   | Deceuninck | 3h04'57" |
| 2    | Nacer Bouhanni | Arkéa      | s.t.     |
| 3    | Bryan Coquard  | B&B Hotels | s.t.     |

| Pos. | Corridore      | Squadra    | Tempo    |
| ---- | -------------- | ---------- | -------- |
| 1    | Álvaro Hodeg   | Deceuninck | 3h04'47" |
| 2    | Nacer Bouhanni | Arkéa      | a 4"     |
| 3    | Bryan Coquard  | B&B Hotels | a 6"     |

### 2ª tappa
- 30 luglio: Lagnieu > Saint-Vulbas – 136 km

Risultati
| Pos. | Corridore        | Squadra     | Tempo    |
| ---- | ---------------- | ----------- | -------- |
| 1    | Georg Zimmermann | Intermarché | 3h05'42" |
| 2    | Michael Storer   | DSM         | s.t.     |
| 3    | Harm Vanhoucke   | Lotto       | s.t.     |

| Pos. | Corridore        | Squadra     | Tempo    |
| ---- | ---------------- | ----------- | -------- |
| 1    | Georg Zimmermann | Intermarché | 6h10'29" |
| 2    | Michael Storer   | DSM         | a 4"     |
| 3    | Harm Vanhoucke   | Lotto       | a 6"     |

### 3ª tappa
- 31 luglio: Izernore > Lélex Monts-Jura – 125 km

Risultati
| Pos. | Corridore      | Squadra    | Tempo    |
| ---- | -------------- | ---------- | -------- |
| 1    | Michael Storer | DSM        | 3h02'46" |
| 2    | Andrea Bagioli | Deceuninck | a 43"    |
| 3    | M.S. Jensen    | Trek       | s.t.     |

| Pos. | Corridore        | Squadra  | Tempo    |
| ---- | ---------------- | -------- | -------- |
| 1    | Michael Storer   | DSM      | 9h13'09" |
| 2    | Harm Vanhoucke   | Lotto    | a 55"    |
| 3    | Matteo Badilatti | Groupama | a 1'01"  |

## Evoluzione delle classifiche
| Tappa              | Vincitore          | Classifica generale Maglia gialla | Classifica a punti Maglia verde | Classifica scalatori Maglia rossa | Classifica giovani Maglia bianca | Classifica a squadre |
| ------------------ | ------------------ | --------------------------------- | ------------------------------- | --------------------------------- | -------------------------------- | -------------------- |
| 1ª                 | Álvaro Hodeg       | Álvaro Hodeg                      | Álvaro Hodeg                    | Alexander Tarlton                 | Jason Tesson                     | AG2R Citroën Team    |
| 2ª                 | Georg Zimmermann   | Georg Zimmermann                  | Georg Zimmermann                | Sylvain Moniquet                  | Georg Steinhauser                | Lotto Soudal         |
| 3ª                 | Michael Storer     | Michael Storer                    | Michael Storer                  | Michael Storer                    | Andrea Bagioli                   | Lotto Soudal         |
| Classifiche finali | Classifiche finali | Michael Storer                    | Michael Storer                  | Michael Storer                    | Andrea Bagioli                   | Lotto Soudal         |

Maglie indossate da altri ciclisti in caso di due o più maglie vinte
- Nella 2ª tappa Nacer Bouhanni ha indossato la maglia verde al posto di Álvaro Hodeg.
- Nella 3ª tappa Álvaro Hodeg ha indossato la maglia verde al posto di Georg Zimmermann.

## Classifiche finali

### Classifica generale - Maglia gialla
| Pos. | Corridore         | Squadra     | Tempo    |
| ---- | ----------------- | ----------- | -------- |
| 1    | Michael Storer    | DSM         | 9h13'09" |
| 2    | Harm Vanhoucke    | Lotto       | a 55"    |
| 3    | Matteo Badilatti  | Groupama    | a 1'01"  |
| 4    | Andrea Bagioli    | Deceuninck  | a 1'15"  |
| 5    | M.S. Jensen       | Trek        | a 1'17"  |
| 6    | C. Champoussin    | AG2R        | a 1'23"  |
| 7    | Georg Zimmermann  | Intermarché | a 1'29"  |
| 8    | Rémy Rochas       | Cofidis     | a 1'39"  |
| 9    | Georg Steinhauser | Germania    | a 1'46"  |
| 10   | José Manuel Díaz  | Delko       | a 1'57"  |

### Classifica a punti - Maglia verde
| Pos. | Corridore        | Squadra     | Punti |
| ---- | ---------------- | ----------- | ----- |
| 1    | Michael Storer   | DSM         | 45    |
| 2    | Harm Vanhoucke   | Lotto       | 30    |
| 3    | Georg Zimmermann | Intermarché | 25    |
| 4    | Álvaro Hodeg     | Deceuninck  | 25    |
| 5    | Matteo Badilatti | Groupama    | 24    |

### Classifica scalatori - Maglia rossa
| Pos. | Corridore        | Squadra    | Punti |
| ---- | ---------------- | ---------- | ----- |
| 1    | Michael Storer   | DSM        | 20    |
| 2    | Sylvain Moniquet | Lotto      | 15    |
| 3    | Simon Guglielmi  | Groupama   | 13    |
| 4    | C. Champoussin   | AG2R       | 12    |
| 5    | S. Schönberger   | B&B Hotels | 10    |

### Classifica giovani - Maglia bianca
| Pos. | Corridore         | Squadra    | Tempo    |
| ---- | ----------------- | ---------- | -------- |
| 1    | Andrea Bagioli    | Deceuninck | 9h14'24" |
| 2    | M.S. Jensen       | Trek       | a 2"     |
| 3    | C. Champoussin    | AG2R       | a 8"     |
| 4    | Georg Steinhauser | Germania   | a 31"    |
| 5    | Andreas Kron      | Trek       | a 46"    |

### Classifica a squadre
| Pos. | Squadra      | Tempo     |
| ---- | ------------ | --------- |
| 1    | Lotto Soudal | 27h44'28" |
| 2    | Groupama-FDJ | a 2"      |
| 3    | Francia      | a 9'02"   |
| 4    | Germania     | a 13'32"  |
| 5    | B&B Hotels   | a 13'34"  |